# Hans John
Hans John (31 de agosto de 1911-23 de abril de 1945) fue un abogado alemán y figura de la resistencia durante la II Guerra Mundial.
Hans John nació en Ziegenhain, Hesse, y estudió Derecho en la Universidad de Berlín. En 1939, fue contratado como asistente legal del Instituto de Derecho Aéreo en Berlín. En junio de 1940, ingresó en la Wehrmacht, pero tras sufrir una herida en el frente oriental, fue liberado y retornó a la academia. 
Con su hermano Otto, John estuvo en contacto con elementos de la resistencia dentro del Abwehr y del Oberkommando der Wehrmacht. Después de oír sobre la Operación Valquiria, los hermanos se unieron a la resistencia, y se vieron fuertemente involucrados en el complot del 20 de julio para matar a Hitler. Después de que Hans Oster y Hans von Dohnanyi fueran arrestados en la primavera de 1943, mantuvieron al escapado Ludwig Gehre escondido de la Gestapo. 
John fue arrestado en agosto de 1944 acusado de conspiración, y fue gravemente maltratado en la cárcel. El Tribunal del Pueblo lo sentenció a muerte en febrero de 1945. Fue fusilado en abril de 1945 por un SS-Sonderkommando, cerca de la sede de la Oficina Central de Seguridad del Reich (RSHA) de Berlín. Su hermano Otto logró escapar de Alemania en julio de 1944.